# Barbara Lee
Barbara Jean Lee, född 16 juli 1946 i El Paso, Texas, är en amerikansk demokratisk politiker. Hon representerar delstaten Kaliforniens 9:e distrikt i USA:s representanthus sedan 1998. I distriktet ingår bland andra städerna Oakland och Berkeley.

## Biografi
Barbara Lee är dotter till Mildred Adaire och överstelöjtnant Garvin Alexander Tutt. 1960 flyttade familjen till Los Angeles och Lee började i  San Fernando High school. Därefter studerade hon vid Mills College och University of California, Berkeley. 

### Politiskt engagemang
Hon arbetade 1973 för Bobby Seales borgmästarkampanj i Oakland. Hon arbetade senare för kongressledamoten Ron Dellums och kandiderade 1998 i fyllnadsvalet för att efterträda Dellums när han avgick från kongressen. Dellums stödde hennes kampanj.
Ingen annan kongressledamot röstade emot rättigheten för USA att vidta militära åtgärder efter 11 september-attackerna.
Lee är baptist.

## Fredsdepartement
Den 8 februari 2019 skrev Lee en proposition för att inrätta ett departement för fredsbyggande och för andra ändamål.
Departementet ska fokusera på orsaker till inhemskt och internationellt våld och föreslå politik för att skapa en uthållig och fredlig värld

## Omdöme
Enligt GovTrack under 2015-2017 röstnings bedömning, rankades Lee som den tredje mest liberala medlemmen i representanthuset.